# Ginestas
Ginestas é uma comuna francesa na região administrativa de Occitânia, no departamento de Aude. Estende-se por uma área de 9,50 km². Em 2010 a comuna tinha 1 493 habitantes (densidade: 157,2 hab./km²).